# Paul Thompson (Eishockeyspieler, 1906)
Paul Ivan Thompson (* 2. November 1906 in Calgary, Alberta; † 13. September 1991) war ein kanadischer Eishockeyspieler, der zwischen 1926 und 1939 für die New York Rangers und die Chicago Black Hawks in der National Hockey League auf der Position des linken Flügelstürmers spielte. Nach seiner aktiven Karriere war er als Trainer der Black Hawks sowie der Vancouver Canucks tätig. Er war der Bruder von Hockey-Hall-of-Fame-Mitglied Cecil „Tiny“ Thompson.

## Karriere
In seiner Jugendzeit spielte Paul Thompson bei seinem Heimatverein Calgary Canadians. Mit seinem Team nahm er 1926 am Memorial Cup teil. In der Finalserie gegen die Mannschaft der Queen’s University erzielte Thompson vier Tore und hatte somit maßgeblichen Anteil am Pokalgewinn der Canadians. Wenig später wurde er von den New York Rangers unter Vertrag genommen.
Mit den Rangers gewann er 1928 den Stanley Cup, es war gleichzeitig der erste Titelgewinn für das Franchise. Insgesamt absolvierte der Stürmer fünf Spielzeiten bei den Rangers. Vor Beginn der NHL-Saison 1931/32 wurde Thompson zu den Chicago Black Hawks transferiert, die Rangers erhielten im Gegenzug die Spieler Art Somers und Vic Desjardins. In der Saison 1933/34 spielte er in einer Reihe mit Elwyn „Doc“ Romnes und Harold „Mush“ March. Auch auf Grund dieser effektiven Kombination gewannen die Black Hawks 1934 ihren ersten Stanley Cup. Vier Jahre darauf gewann Chicago erneut die Meisterschaft, Thompson erreichte in dieser Saison mit 44 Punkten in 48 Partien seine persönliche Bestleistung.
Thompson beendete seine Spielerkarriere während der laufenden Spielzeit 1938/39 und fungierte in den letzten 27 Spielen der Saison als Chicagos Cheftrainer. Dieses Amt übte er bis zur Saison 1944/45 aus, in der er entlassen wurde. Sein größter Erfolg als Coach war das Erreichen des Stanley-Cup-Finals 1944, in dem die Black Hawks den Montréal Canadiens unterlagen. Nach seiner Zeit in Chicago trainierte er noch zwei Spielzeiten lang die Vancouver Canucks aus der Pacific Coast Hockey League.

## Erfolge und Auszeichnungen
- 1926 Memorial-Cup-Gewinn mit den Calgary Canadians
- 1928 Stanley-Cup-Gewinn mit den New York Rangers
- 1934 Stanley-Cup-Gewinn mit den Chicago Black Hawks
- 1936 NHL Second All-Star Team
- 1938 Stanley-Cup-Gewinn mit den Chicago Black Hawks
- 1938 NHL First All-Star Team

## Karrierestatistik
(Legende zur Spielerstatistik: Sp oder GP = absolvierte Spiele; T oder G = erzielte Tore; V oder A = erzielte Assists; Pkt oder Pts = erzielte Scorerpunkte; SM oder PIM = erhaltene Strafminuten; +/− = Plus/Minus-Bilanz; PP = erzielte Überzahltore; SH = erzielte Unterzahltore; GW = erzielte Siegtore; 1 Play-downs/Relegation; Kursiv: Statistik nicht vollständig)